# Quận của Nauru
| Số. | Quận       | Tên cũ     | Diện tích (ha) | Dân số (2005) | Làng không có người ở |
| --- | ---------- | ---------- | -------------- | ------------- | --------------------- |
| 1   | Aiwo       | Aiue       | 100            | 1,092         | 8                     |
| 2   | Anabar     | Anabar     | 143            | 502           | 15                    |
| 3   | Anetan     | Añetañ     | 100            | 516           | 12                    |
| 4   | Anibare    | Anybody    | 314            | 160           | 17                    |
| 5   | Baiti      | Beidi      | 123            | 572           | 15                    |
| 6   | Boe        | Boi        | 66             | 795           | 4                     |
| 7   | Buada      | Buada      | 266            | 716           | 14                    |
| 8   | Denigomodu | Denikomotu | 118            | 2,827         | 17                    |
| 9   | Ewa        | Eoa        | 117            | 318           | 12                    |
| 10  | Ijuw       | Ijub       | 112            | 303           | 13                    |
| 11  | Meneng     | Meneñ      | 288            | 1,830         | 18                    |
| 12  | Nibok      | Ennibeck   | 136            | 432           | 11                    |
| 13  | Uaboe      | Ueboi      | 97             | 335           | 6                     |
| 14  | Yaren      | Moqua      | 150            | 820           | 7                     |
|     | Nauru      | Naoero     | 2.130          | 11.218        | 169                   |

Quốc đảo Thái Bình Dương Nauru được chia thành 14 quận. Mỗi một quận bao gồm một số ngôi làng truyền thống, nhiều làng nay không có người cư trú hay đã bị phá dỡ.